# Haitianisch-lettische Beziehungen
Die haitianisch-lettischen Beziehungen beschreiben das bilaterale Verhältnis zwischen der Republik Haiti einerseits und der Republik Lettland andererseits.

## Geschichte und Stand
Die im Jahr 1804 von Frankreich unabhängig gewordene Republik Haiti und die 1918 gegründete und nach dem Zerfall der Sowjetunion 1991 erneut souverän gewordene Republik Lettland unterhalten seit 2006 diplomatische Beziehungen.
Die entsprechende gemeinsame Erklärung wurde am 14. Dezember 2006 von den Ständigen Vertretern beider Länder bei den Vereinten Nationen in New York unterzeichnet.
Es wurden keine diplomatischen Vertretungen im jeweils anderen Land eingerichtet. In Pétionville/Port-au-Prince ist eine Honorarkonsulin von Lettland bestellt und ansässig.
Haiti ist Mitglied der Organisation Amerikanischer Staaten (OAS), bei der Lettland einen Beobachterstatus innehat.
Nach dem Erdbeben in Haiti 2010 trug die Regierung Lettlands 15.000 Euro für sofortige Hilfsmaßnahmen bei.
Auf der 4. Internationalen Konferenz der Small Island Developing States (SIDS) betonte die stellvertretende Außenministerin Lettlands, Dace Melbārde, im Mai 2024 in Antigua und Barbuda, dass ihr Land sich der Konfliktverhütung und Friedenserhaltung verpflichtet sieht. So habe Lettland das Integrierte Büro der Vereinten Nationen in Haiti (BINUH) gezielt finanziell unterstützt, um die humanitäre Krise in Haiti zu lindern.